# Niños soldado

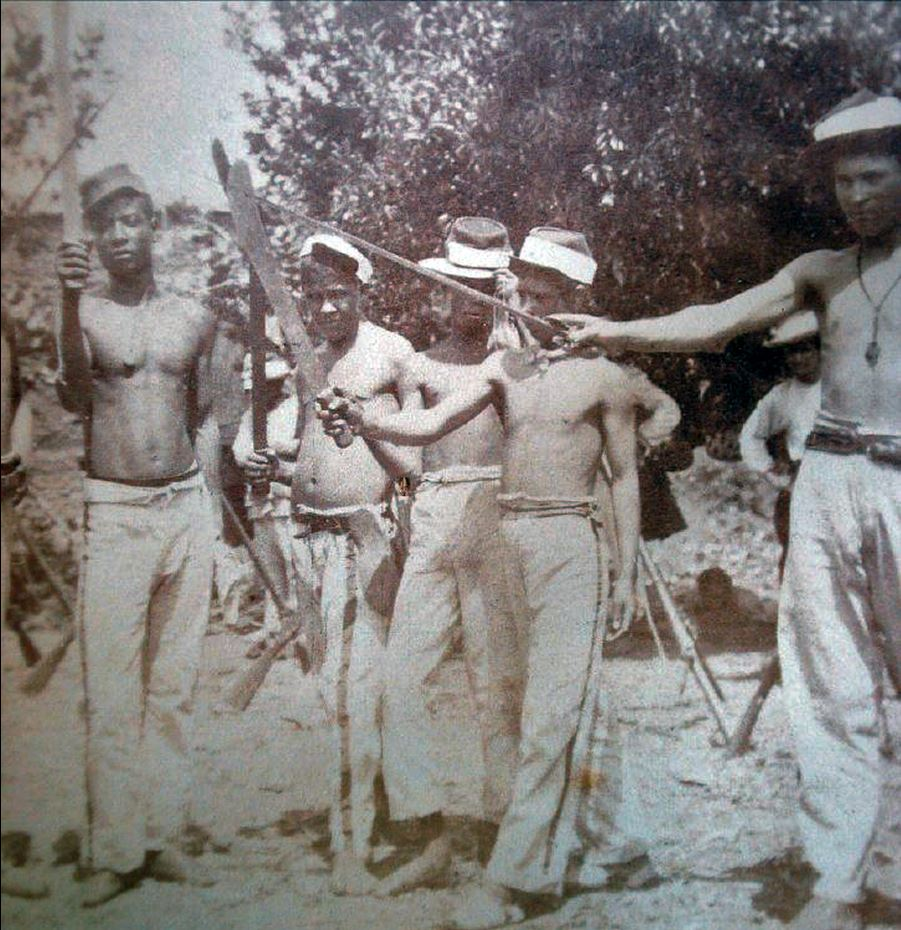
Niños soldados durante la Revolución Legalista (1892) en Venezuela.

El uso militar de niños puede tener tres formas: los niños pueden tener un rol activo en las acciones militares, como fuerza combatiente (niños soldados); pueden ser utilizados en funciones de apoyo, como espías, mensajeros o centinelas; o pueden ser ocupados para obtener una ventaja política, sea como escudos humanos o con fines de propaganda. A través de la historia y en muchas culturas, los niños han estado implicados extensivamente en campañas militares incluso cuando tales prácticas estaban en contra de su propia moral cultural.  

## Historia

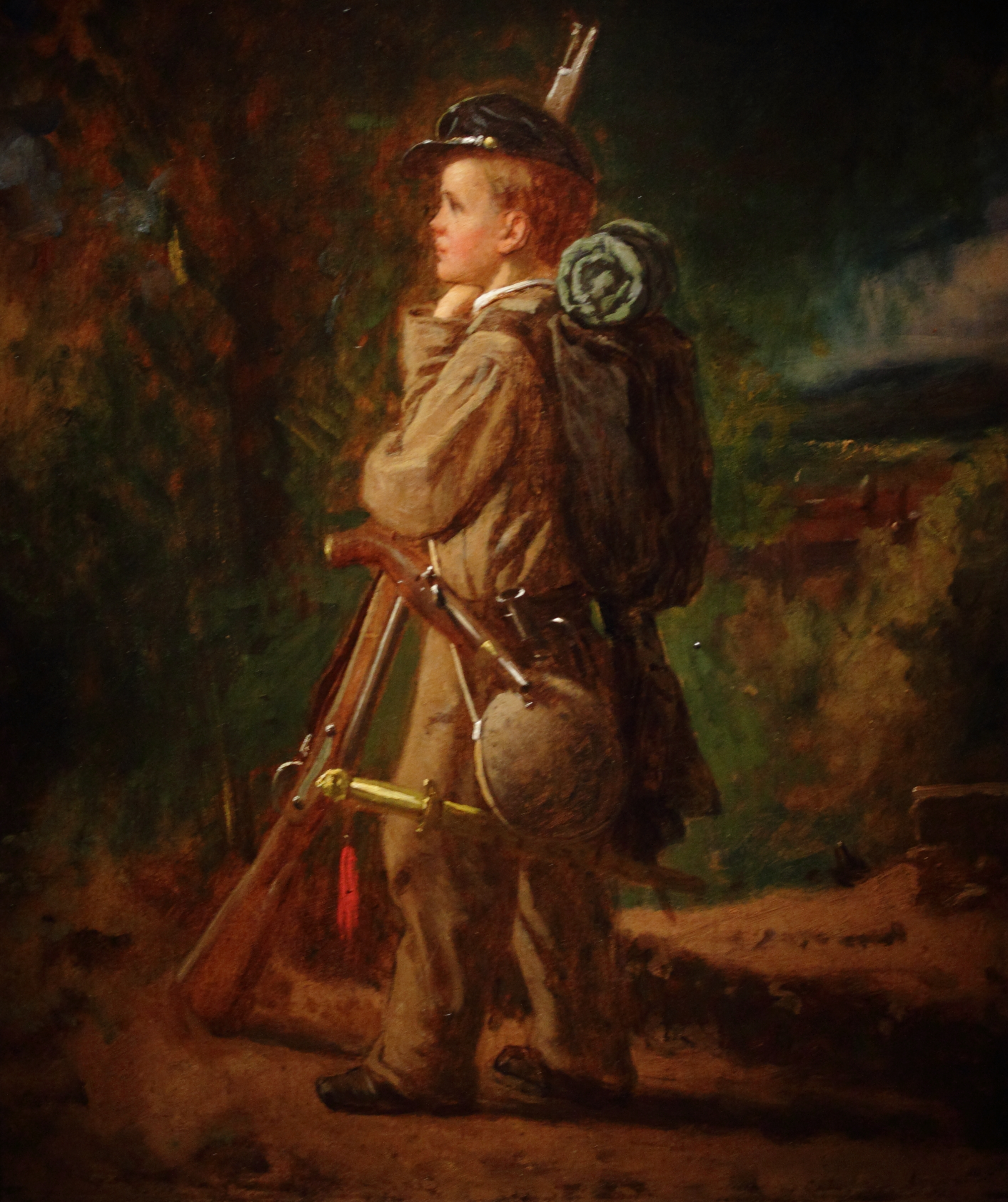
Pintura al óleo de un niño soldado, Museo Smithsoniano de Arte Americano.

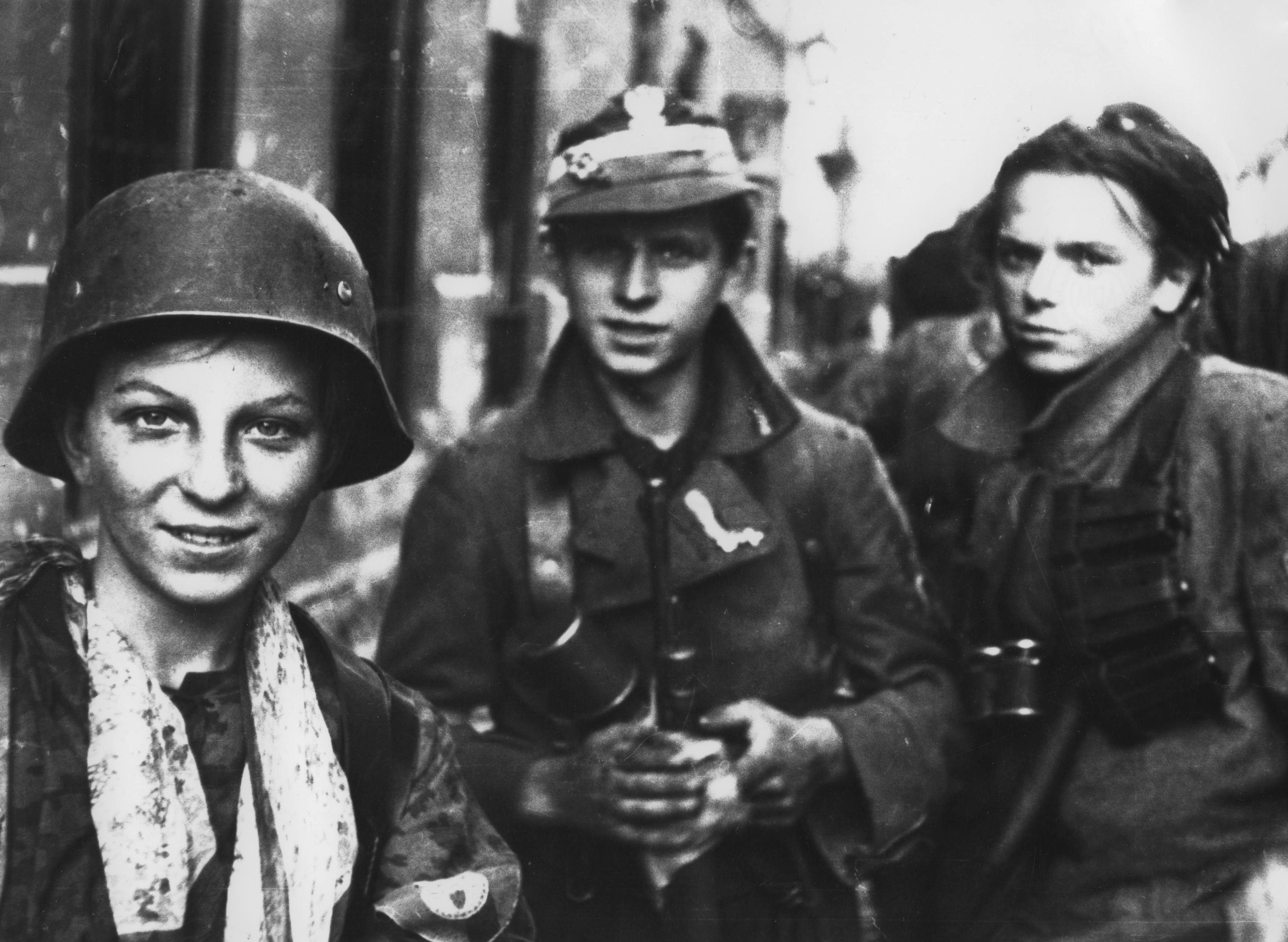
Miembros de la Szare Szeregi durante el Alzamiento de Varsovia.

A lo largo de la historia, y en muchas culturas, ha habido niños involucrados en campañas militares, incluso cuando estas prácticas estaban en contra de los usos culturales. 
En la Europa medieval, se usaba a niños como zorras (escuderos), aunque su papel en los combates reales era limitado. La llamada Cruzada de los Niños en 1212 reclutó a miles de niños como soldados sin entrenamiento, bajo la asunción de que el poder divino les permitiría vencer al enemigo. Los niños no llegaron a entrar en combate real. Sin embargo, sus planes no fructificaron, pues las aguas no se abrieron a su paso, y la comitiva se desbandó. Algunos emprendieron el camino de vuelta a casa, otros fueron a Roma, y los restantes pudieron haber seguido el curso del Ródano hasta Marsella, donde fueron probablemente vendidos como esclavos. Pocos volvieron vivos a sus casas, y ninguno llegó a la Tierra Santa. 
En 1927 Charles Butters denunció a Augusto César Sandino por entrenar y emplear a niños de entre 14 y 16 años como sicarios y guardaespaldas.  Los niños actuaban a sangre fría "sin distinguir diferencia entre balear a un hombre o azuzar a una mula con un látigo."
Durante los años 70 se han venido haciendo convenciones internacionales, para intentar limitar la participación de niños en conflictos armados.

## Actualidad

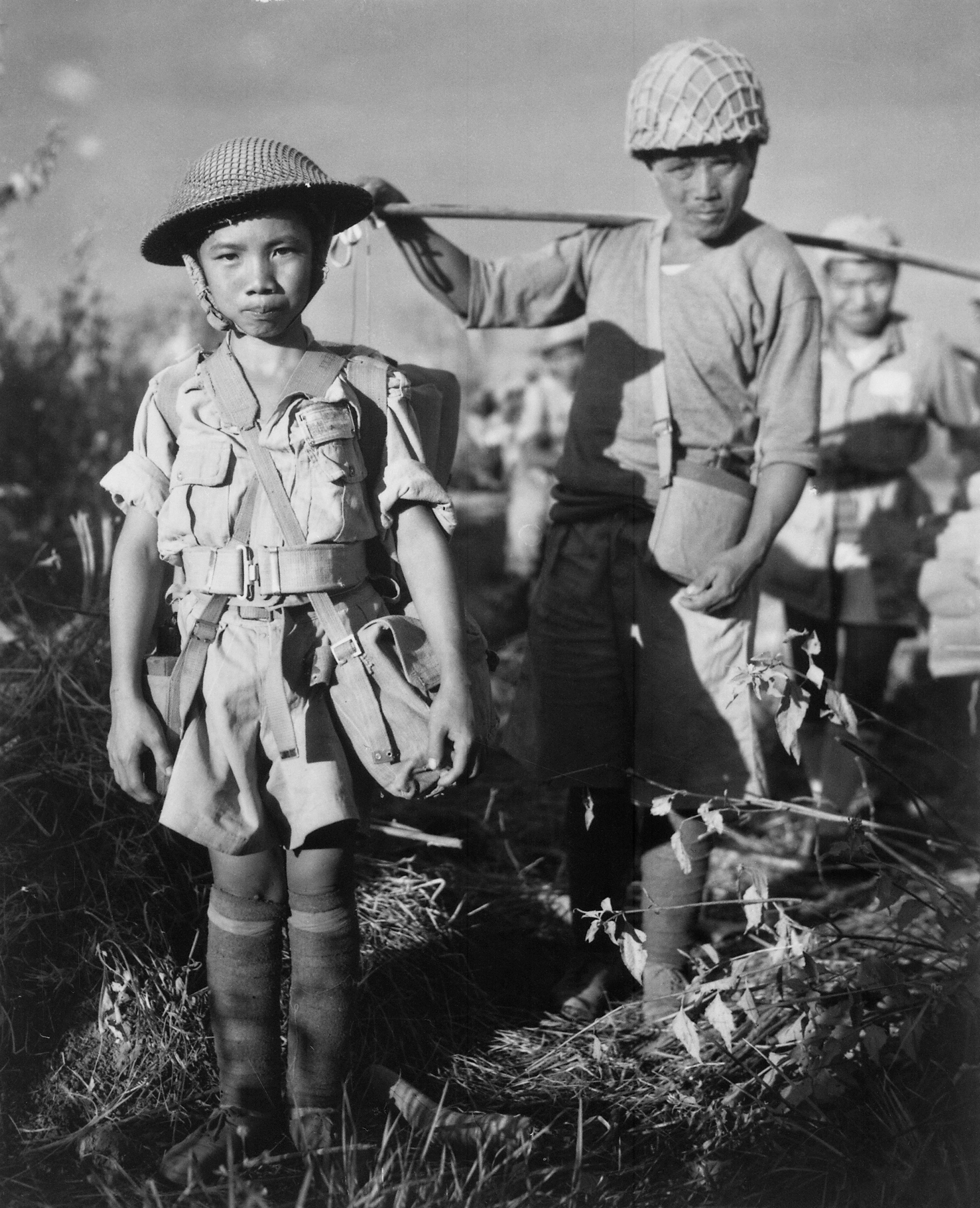
Un soldado de la China Nacionalista de 10 años, en Birmania, mayo de 1944.

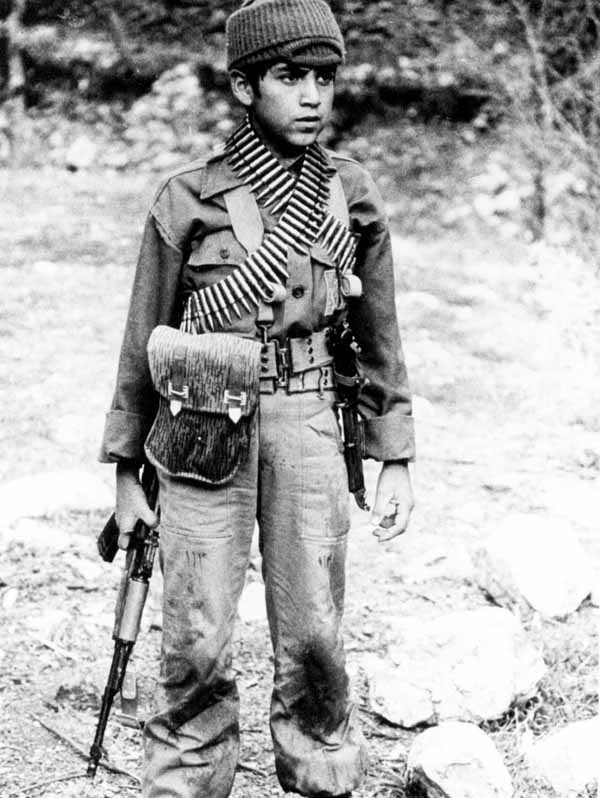
Un niño soldado de Irán. Se estima que 95,000 niños soldados iraníes murieron durante la Guerra Irán-Irak.

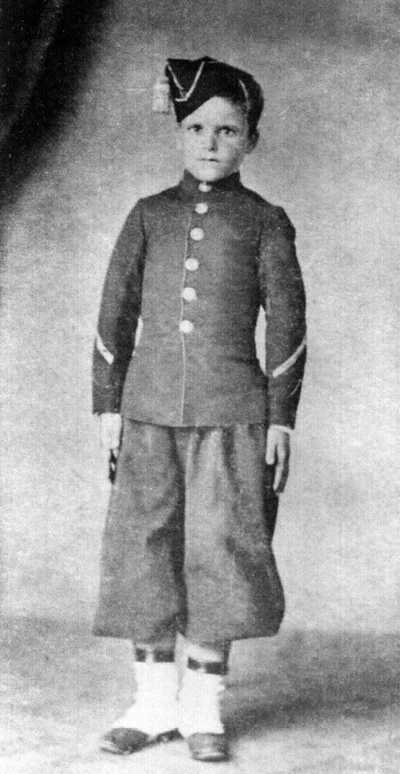
Niño soldado, "tambor" de la infantería argentina durante la Guerra de la Triple Alianza.

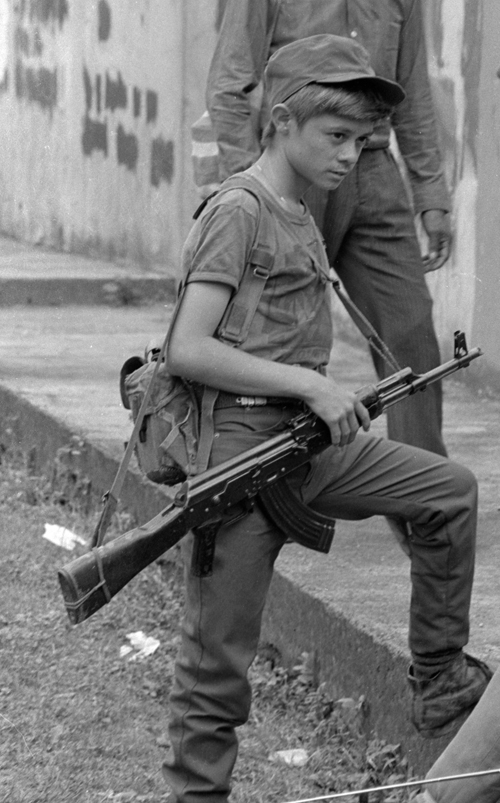
Rebelde salvadoreño del ERP combatiendo en Perquín (El Salvador) en 1990.

Se ha acusado a diferentes fuerzas armadas de sacrificar a niños en acciones militares en tiempos modernos. Algunos soldados usan a niños como cobertura. Si el enemigo deja de disparar por ello, eso les da una ventaja. Si el enemigo abre fuego, esto se puede usar con fines propagandísticos.
La vida de las niñas y niños soldados es sumamente dura y peligrosa: son utilizados como mensajeros, cargadores y espías. Son obligados a colocar explosivos y aprenden a usar pistolas y armas automáticas. Durante su formación militar, para «endurecerlos», muchas veces son obligados bajo amenaza de muerte a asesinar a amigos y miembros de su propia familia. Las niñas y niños que sobreviven durante toda una vida tienen que luchar con las consecuencias de estas crueldades físicas y psicológicas. Las niñas muchas veces son forzadas a satisfacer las necesidades sexuales de los soldados en los campos militares. 
El reclutamiento de niños como soldados es una práctica que ha sobrevivido hasta la actualidad. Por ejemplo, en las últimas etapas de la Guerra Irán-Irak, los dos bandos fueron acusados de reclutar a adolescentes para llenar sus filas militares, debilitadas tras años de conflicto. Se acusó a Irán de limpiar campos de minas haciendo que niños corrieran delante de los soldados. En África, el uso de niños soldado en guerras civiles y conflictos tribales es hábito común. Se acusa habitualmente también a distintos movimientos guerrilleros de reclutar o forzar a niños a campañas militares. El problema de los niños soldados es, junto a las minas, una carga para toda África, en forma de personas que no han conocido otra vida que la guerra, muchos de ellos drogodependientes, desprovistos de cariño y con una obsesión fría por la muerte, se convierten en fuente de conflictos; pero muy útiles para los dictadores de cada bando, quienes los utilizan masivamente por su lealtad y pocas reflexiones sobre lo correcto de sus conductas. Numerosas organizaciones como Amnistía Internacional han advertido del peligro que suponen estas prácticas para conseguir el fin de los conflictos y, al mismo tiempo, denuncian la crueldad que se comete con estos niños, privados de su infancia y del cariño de una familia (a la que a veces deben matar ellos mismos para culminar su integración, y que ellos cometen carentes de un código ético y unos mandos ecuánimes, propio de una sociedad en paz.
Según Amnistía Internacional:[cita requerida]

Una cantidad estimada de 300.000 menores de edad están participando actualmente en conflictos armados, en más de 30 países, en casi cada continente. Aunque la mayoría de los niños soldado son adolescentes, los hay desde siete años de edad.

Según la ONU son más de 250.000 y según Amnistía Internacional son más de 300.000 los niños combatientes, un 40% de ellos son niñas, usados en 86 países. En Darfur solamente son 6.000 los menores combatientes.
En Birmania se estima que hasta 70.000 menores de edad sirven en las fuerzas armadas del régimen y 5 a 7 mil en las diversas guerrillas étnicas de oposición. Otros 6 a 9 mil en las guerrillas maoístas en Nepal y 10 000 en el MILF (cerca del 13% de los combatientes del MILF), en Sri Lanka el grupo rebelde LTTE secuestro en 2006 a 5.666 niños según fuentes gubernamentales. En Colombia hasta 11.000 o 14.000 menores operan en grupos armados, principalmente paramilitares aunque también guerrillas y grupos de narcotraficantes.
En Angola entre 2002 y 2006 cerca de 6.000 niños fueron desmovilizados y devueltos a sus familias de las que fueron separadas por la UNITA. En 2006 se desmovilizaron 3.000 niños ex-rebeldes en Burundi y en Chad 7 a 10 mil excombatientes (tanto de rebeldes y gubernamentales) se desarmados producto de los acuerdos de paz de 2007. En 2008 aún había 7000 niños combatiendo en la República Democrática del Congo en el oriente de dicho país y 30 000 fueron desmovilizados entre 2005 y 2007.
En la República del Congo en cambio se han desmovilizado miles combatientes del conflicto de 1993-2002, hasta 30 000 para 2007, de ellos unos 9000 eran niños. En el caso de Costa de Marfil han entrado en los programas de desmovilización fundados en 2004 cerca de 30 000 a 48 000 combatientes, 26 000 a 42 500 rebeldes de las FAFN (3000 menores de edad) y 4000 a 5500 soldados de las FANCI, a los que se le suman 10 000 milicianos del gobierno, el total de niños excombatientes alcanzaría los 4.000, la mayoría eran miembros de las FAFN.
En Guinea se estima que 7000 personas han formado milicias ciudadanas en 2000 y 2001 para evitar que rebeldes de las vecinas Liberia y Sierra Leona (ambas en guerra civil) entren en su territorio, su número se redujo a 4.000 en 2006 siendo todos mayores de edad para entonces. Sin embargo, según UNICEF unos 2000 niños se entrenaban en las zonas fronterizas de dicho país con Liberia para combatir en este último. Para el caso de Liberia cerca de 4.000 combatientes formaban parte del ejército de Charles Taylor y de ellos la mitad eran menores de edad (2003). Tras más de una década de guerra el total de combatientes era de 100.000 y de estos una décima parte eran niños, incluyendo más de dos mil niñas. En Sierra Leona unos cinco o diez mil niños fueron convertidos en combatientes armados por los rebeldes del FRU, unas mil niñas fueron convertidas en esclavas sexuales.
En Namibia la guerrilla del CLA lanzó varios ataques en la zona fronteriza entre Botsuana y ese país, sus fuerzas incluyen a muchos menores de edad. En los años 1990 en Níger se desmovilizaron 4.000 combatientes y en 2007 otros 3.000 de los que muchos miles eran menores de edad. Para 2007 unos 50 a 70 mil personas eran miembros de las milicias de los diversos clanes y guerrillas que se enfrentaban en la interminable guerra y anarquía que existe en Somalia, un gran porcentaje de ellos incluye a adolescentes ya considerados en edad de combatir. El ERS desde 1987 ha secuestrado a más de 25 mil niños y los ha convertido o en soldados o en esclavos para diversos fines.
En Barbados unos 1.350 jóvenes secundarios operaban en 22 unidades de milicias nacionales (2006). Por esas fechas el Primeiro Comando da Capital de Brasil contaba con 6.000 a 20.000 combatientes armados lo que lo hace más poderoso que el CV, (que tiene 10.000 combatientes, la mitad niños) en São Paulo se calcula que hay 140.000 presos, el 40% del total brasileño.
En El Salvador en 2004 se cree que unas diez mil personas son miembros de maras, la cifra alcanza los 300.000 si se habla del período 2000-2006, de ellos un 6% son menores de 18 años, sometidos a reglas rígidas y violencia armada continua por el poder contra otros grupos. A esto hay que el 80% de los combatientes del ejército también eran menores de 18 años.
En 1996, en Guatemala, de los 3.000 miembros de la URNG unos más de 200 eran niños. Actualmente según datos de la policía de dicho país de los 165.000 miembros de las 340 bandas o pandillas armadas que hay en el país la mayoría no alcanza los 25 años y de hecho muchos son apenas adolescentes. En el caso hondureño existen 36.000 miembros de maras y solo entre 2004 y 2005 unos 800 niños y adolescentes han sido asesinados por pertenecer a pandillas rivales, en su mayoría a manos de personas de su misma edad.
En México cerca de 14.000 paramilitares operan en el sur del país, se sabe que tienen a menores entre sus filas, sin embargo, no se ha informado de cuantos.
En 2005 el gobierno paraguayo inició el llamado Plan Paraguay Seguro en las zonas de Caaguazú, Canindeyú y San Pedro armando unos 13.500 paramilitares (incluyendo a menores) que han participado cada vez más en detenciones ilegales, amenazas de muerte, allanamientos, asesinatos e intentos de asesinato, tortura y malos tratos. También ofrecen protección a narcotraficantes y contrabandistas de cigarrillos.
En México durante la Revolución Mexicana se hizo llamado a niños y jóvenes al ejército federal, también por parte de los alzamiento revolucionarios.

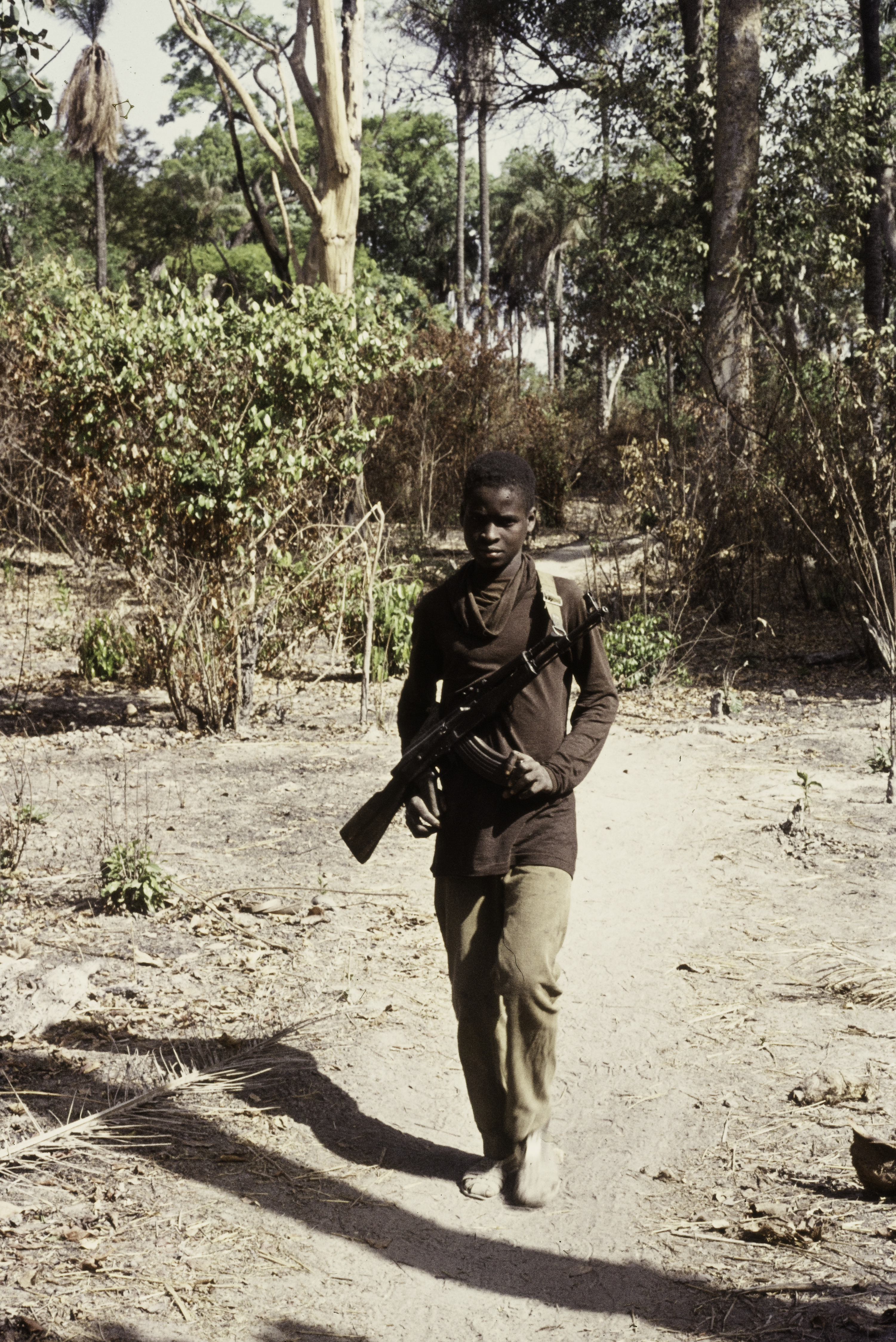
Niño soldado escolta militar del PAIGC con un fusil AK-47 durante un viaje de Canjambary a Sara, Guinea-Bissau, 1974.

En 2007 en Afganistán más de 5000 niños-soldado se han desmovilizado y reintegrado a la vida civil. En Sri Lanka un grupo guerrillero separado del LTTE en 2004 es el TMVP que cuenta con 5 a 6 mil combatientes, en su mayoría menores de edad. En Georgia unos 15 a 30 mil jóvenes de entre 15 y 20 años son entrenados como fuerzas paramilitares. En 2005 unos 4.000 niños estudiaban en escuelas militares de Kazajistán. En Turquía hay cerca de 60.000 miembros de grupos paramilitares incluyendo miles de menores, el PKK incluye también a unos 3.000 niños-soldado de un total de 10 mil guerrilleros.
En las ciudades de Najaf y Karbala además de algunos suburbios de Bagdad operan 5 a 6 mil rebeldes chiitas al mando del Sheik Muqtada Sadr, cerca de un millar de ellos son menores de edad. En Sudán las fuerzas del gobierno incluían 19.000 niños en combate luchando en Darfur (2006), entre 2001 y 2006 cerca de 20.000 niños-soldado del SPLA se reintegraron a la vida civil, unos dos mil aún actúan en grupos armados que han continuado combatiendo a pesar del tratado de paz, por su parte el SLA usa más de un millar de niños en combate (2007). En Yemen hay 50 mil paramilitares en organizaciones creadas por el gobierno y otros 20 mil en milicias tribales, ambas se forman de un alto porcentaje de menores de edad.
Mozambique, en 1994 se tuvo un final feliz para los niños soldado que fueron secuestrados por la Renamo y apartados de sus familias para usarlos en la guerra apoyada también por Sudáfrica. La Renamo ha secuestrado hasta 100,000 niños, conocidos como las "máquinas asesinas", por su falta de miedo y por sus actitudes despiadadas. El rescate de estos niños ha puesto muy serios problemas de readaptación a la sociedad de estos niños.

## Derechos y realidad
Los Estados Partes adoptarán todas las medidas posibles para asegurar la protección y el cuidado de las niñas y niños afectados por un conflicto armado", dice el artículo 38 de la Convención de Derechos del Niño UN-Kinderrechtskonvention, que fue aprobada el 20 de noviembre de 1989 por la Asamblea General de las Naciones Unidas. Casi todos los Estados del mundo han ratificado esta Convención y se han obligado de esta manera a cumplir sus estamentos. Este tratado se completó el 25 de mayo de 2000 por la Asamblea General de las Naciones Unidas, con el llamado Protocolo Facultativo. Este entró en vigencia el 12 de febrero de 2002 y prohíbe a gobiernos y grupos armados reclutar niñas, niños y jóvenes menores de 18 años y utilizarles en conflictos bélicos. No obstante, es posible que los ejércitos regulares de los diferentes Estados puedan enrolar jóvenes ya con 16 años como voluntarios. Hasta ahora más de cien Estados han ratificado el protocolo facultativo. No obstante, se siguen utilizando niñas y niños soldados en Colombia, Ruanda, Uganda, Afganistán, Filipinas y Sri Lanka. El grupo español Ska-p critica el uso militar de niños en su canción "Niño soldado".

### El Protocolo Facultativo de la Convención sobre los Derechos de los Niños.
El artículo 38 de la Convención sobre los Derechos del Niño, exhorta a los gobiernos a que tomen las medidas posibles a fin de velar que ningún niño participe en hostilidades beligerantes. Por lo anterior, el Protocolo Facultativo de la Convención sobre los Derechos del Niño, cuya entrada en vigor fue el 12 de febrero de 2002, representa un bastión en la consecución del objetivo planteado por el artículo 38 en cita, ya que resalta jurídicamente la protección de los niños a no participar en los conflictos armados.
El Protocolo Facultativo fue aprobado por la Asamblea General de Naciones Unidas el 25 de mayo de 2000. Con sus 10 primeras ratificaciones el instrumento en comento, obtuvo su carácter de vinculante el 12 de febrero de 2002.
Los dirigentes mundiales renovaron y reforzaron su compromiso hacia la niñez durante la Sesión Especial de la Asamblea General de las Naciones Unidas en favor de la Infancia celebrada en mayo de 2002. En el documento final de la Sesión Especial, “Un mundo apropiado para los niños”, los Estados participantes se comprometieron a “poner fin al reclutamiento y la utilización de niños en los conflictos armados en contravención del derecho internacional y velar por su desmovilización y desarme efectivos, y poner en práctica medidas para lograr su rehabilitación, su recuperación física y psicológica y su reinserción en la sociedad”.  Asimismo, el Consejo de Seguridad de Naciones Unidas ha tenido una participación muy activa y cercana en el tema del empleo de niños soldados.
Los aspectos relevantes del Protocolo Facultativo son:
1. Establece como edad mínima para que una persona participe directamente en un conflicto armado los 18 años. Anteriormente, tanto en el Protocolo Adicional I a las Convenciones de Ginebra y la Convención sobre los Derechos del Niño establecían esta edad mínima a los 15 años. La participación directa implica que el niño o menor de 18 años no sólo tenga una participación activa en combate, sino que también, como hemos señalado anteriormente, desempeñe actividades militares y funciones de apoyo.
2. Este instrumento internacional prohíbe el reclutamiento forzoso a cualquier persona menor de 18 años, e ínsita a los Estados Parte a aumentar la edad mínima para el reclutamiento voluntario por encima de los 15 años , poniendo en vigor disposiciones estrictas al respecto.
3. Establece la prohibición expresa de que los grupos armados recluten a menores de 18 años, sin importar si es voluntario o forzoso, asimismo tampoco importa si el grupo armado se encuentra activo o no. Esta prohibición deriva de que cada vez más los conflictos armados son guerras intestinas de los Estados . Cabe mencionar que en este supuesto el responsable ante la ley internacional es el Estado parte del protocolo, y en todo caso el grupo armado estaría sujeto a la ley nacional, por tanto la necesidad de adopción de los lineamientos internacionales en el ámbito interno son indispensables. Se ha encontrado que la intervención de la comunidad internacional en estos casos sirve para realizar convenios o negociaciones con los grupos armados para la desmovilización y liberación de niños combatientes.
4. En virtud de los inciso que anteceden, todo Estado que desee ratificar o aprobar el Protocolo Facultativo debe depositar una declaración vinculante en la que se establezca la edad mínima en que permitirá el reclutamiento voluntario en sus fuerzas armadas nacionales y se ofrezca una descripción de las salvaguardias que haya adoptado para asegurarse de que no se realiza ese reclutamiento por la fuerza o por coacción. En caso de que el Estado no someta una declaración vinculante no se aceptará en depósito el instrumento.
5. Otro aspecto relevante es que obliga a los Estados parte en la prevención de cualquier actividad en contra del propio protocolo, así como en la rehabilitación y reintegración social de las personas que sean víctimas de actos contrarios al instrumento en comento.
6. Todos los Estados Parte del Protocolo Facultativo tienen que informar de manera sistemática al Comité de los Derechos del Niño sobre las medidas que han tomado para adaptar las prácticas y la legislación a las exigencias del Protocolo Facultativo. Este comité realiza el análisis de los informes y en su caso realiza las recomendaciones pertinentes .

Ahora bien, como el Protocolo Facultativo se considera un documento independiente a la Convención sobre los Derechos del Niño, es necesaria la ratificación o adhesión a él, y a diferencia de otros Protocolos, este se encuentra abierto a la adhesión de cualquier Estado, sea parte o no de la Convención. La ratificación o adhesión del Protocolo le da el carácter de vinculante. Esto quiere decir que debe instrumentarse de manera interna, en este sentido tenemos que, ya sea que el Estado cuente con un “sistema monista”, en los cuales el tratado se incorporará automáticamente a la legislación nacional después de su ratificación. O sea un Estado con un sistema “dualista”, en los cuales deben incorporar el tratado a las leyes nacionales por medio de una legislación explícita que permita la aplicación del tratado en el plano local, el Protocolo debe ponerse en práctica.
Otros Instrumentos Internacionales que apoyan el contenido del Protocolo son:
- Protocolo I Adicional a la Convención de Ginebra de 1977.
- Protocolo II Adicional a la Convención de Ginebra de 1977.

De acuerdo con estos Protocolos Adicionales si el menor es prisionero de guerra o internado civil, en un conflicto armado, internacional o sin carácter internacional, se prohíbe la ejecución de la pena de muerte impuesta a personas que en el momento de la infracción tuvieran menos de 18 años.
- Los Principios de Ciudad del Cabo de 1997 cuyo objetivo es evitar la utilización de niños y niñas soldados así como fomentar el desarme, la desmovilización y la reintegración.
- La Carta Africana sobre los Derechos y el Bienestar de la Infancia, que se puso vigor en noviembre de 1999.
- El Convenio número 182 de la Organización Internacional del Trabajo sobre la Prohibición y Acción Inmediata para la Eliminación de las Peores Formas de Trabajo Infantil fue aprobada en junio de 1999 y entró en vigor en noviembre de 2000. Prohíbe el reclutamiento forzoso y obligatorio de menores y lo define como una de las peores formas de trabajo infantil.
- El Estatuto de Roma, donde se establece la Corte Penal Internacional, pues en este se define los actos siguientes como crímenes de guerra, entre los cuales se encuentra:  “reclutar o alistar a niños menores de 15 años en las fuerzas armadas nacionales o utilizarlos para participar activamente en las hostilidades” de un conflicto armado internacional, y “reclutar o alistar niños menores de 15 años en las fuerzas armadas o utilizarlos para participar activamente en hostilidades” de un conflicto armado no internacional.

El elemento esencial en todos los instrumentos citados, es asegurar que los niños y las niñas reciban la mayor protección posible bajo los derechos humanos internacionales y la ley humanitaria.